# Karim Benounes
Karim Benounes (Lille, Francia, 9 de febrero de 1984), futbolista argelino, de origen francés. Juega de volante y su actual equipo es el CS Constantine de Argelia.

## Selección nacional
Ha sido internacional con la Selección de fútbol de Argelia, ha jugado 1 partido internacional.

## Clubes
| Club              | País      | Año       |
| ----------------- | --------- | --------- |
| Lille OSC         | Francia   | 2002-2004 |
| Ølstykke FC       | Dinamarca | 2004      |
| Al-Kharitiyath SC | Catar     | 2004-2005 |
| ES Setif          | Argelia   | 2005-2006 |
| L'Entente SSG     | Francia   | 2006-2007 |
| Zhejiang Lucheng  | China     | 2008      |
| Vasas SC          | Hungría   | 2009-2011 |
| CS Constantine    | Argelia   | 2012-     |